# Archibald Sholto George Douglas
Archibald Sholto George Douglas, britanski general, * 17. marec 1896, Royston, Hertfordshire, Anglija, † 1981, North Dorset, Dorset, Anglija.